# アルファロメオ・パンディオン
アルファロメオ・パンディオン (Alfa Romeo Pandion) はアルファロメオの創立100周年を記念してベルトーネによって製造されたコンセプトカーである。

## 概要
パンディオンは2015年のジュネーブモーターショーで発表された。ベルトーネのデザイン&ブランドディレクターに就任したマイク・ロビンソン氏が就任後初めて手がけたモデルとなる。パンディオンのキーワードは「スキン&フレーム」。スキンはイタリア車が持つ美しいボディスタイルを意味し、フレームはレーシングカーの高性能さを意味する。
サイドドアは逆ヒンジで、後ろ上方へと開くシザーズドアを採用している。
エンジンは8Cコンペティツィオーネと共通の4.7 L V型8気筒を搭載し、最高出力450 PS、最大トルク48.9 kgmを発揮する。
パンディオンのデザインモチーフはブレラへと受け継がれる。